# ハンメルフェスト
ハンメルフェスト（ Hammerfest、北部サーミ語: Hámmerfeasta）は、ノルウェー北部の都市・基礎自治体。また、世界最北の町のひとつである。人口は約1.1万人（2024年）。北部サーミ語を公用語とする自治体のひとつで、ノルウェー語と併記する際は「ノルウェー語 - 北部サーミ語」の順に記述する。基礎自治体としての正式名称は Hammerfest kommune – Hammerfeastta suohkan 。
2020年1月1日に隣接するクワルスン(ノルウェー語版)を編入した。

## 風土
ノルウェー北部ノールカップ岬の南西100キロメートル、クバレイ島西岸に位置している。行政的にはフィンマルク県に属し、西部の商業中心地でもある。暖流のメキシコ湾海流の影響で、北緯70度以北にあるにもかかわらず最寒月（2月）の平均気温は-3.9℃である。世界最北の不凍港であるともいわれる。緯度が高いため、11月下旬から1月下旬まで極夜、5月下旬から7月下旬まで白夜となるが、その幻想的な風景を求めて多くの観光客が訪れる。

### 気候
| ハンメルフェスト（1991～2020）の気候 | ハンメルフェスト（1991～2020）の気候 | ハンメルフェスト（1991～2020）の気候 | ハンメルフェスト（1991～2020）の気候 | ハンメルフェスト（1991～2020）の気候 | ハンメルフェスト（1991～2020）の気候 | ハンメルフェスト（1991～2020）の気候 | ハンメルフェスト（1991～2020）の気候 | ハンメルフェスト（1991～2020）の気候 | ハンメルフェスト（1991～2020）の気候 | ハンメルフェスト（1991～2020）の気候 | ハンメルフェスト（1991～2020）の気候 | ハンメルフェスト（1991～2020）の気候 | ハンメルフェスト（1991～2020）の気候 |
| 月                                   | 1月                                  | 2月                                  | 3月                                  | 4月                                  | 5月                                  | 6月                                  | 7月                                  | 8月                                  | 9月                                  | 10月                                 | 11月                                 | 12月                                 | 年                                   |
| ------------------------------------ | ------------------------------------ | ------------------------------------ | ------------------------------------ | ------------------------------------ | ------------------------------------ | ------------------------------------ | ------------------------------------ | ------------------------------------ | ------------------------------------ | ------------------------------------ | ------------------------------------ | ------------------------------------ | ------------------------------------ |
| 日平均気温 °C （°F）                 | −3.5 (25.7)                          | −3.9 (25)                            | −2.6 (27.3)                          | 0.1 (32.2)                           | 4.0 (39.2)                           | 8.0 (46.4)                           | 11.7 (53.1)                          | 10.8 (51.4)                          | 7.8 (46)                             | 3.0 (37.4)                           | −0.3 (31.5)                          | −1.9 (28.6)                          | 2.8 (37)                             |
| [ 要出典 ]                           |                                      |                                      |                                      |                                      |                                      |                                      |                                      |                                      |                                      |                                      |                                      |                                      |                                      |

## 歴史
古代以前には人類の足跡を見ることはできない。中世に初めてヴァイキングがこの地を発見したとされるが、しばらくは寒村であった。1789年にようやく自治権を獲得することに成功したが、その後町は3度の災厄に見舞われた。
- 1809年 イギリス海軍の略奪で市街の一部が破壊される。
- 1891年 大火災が発生する。
- 1944年 ドイツ軍の攻撃で町が壊滅状態になる。

しかし、その都度町は力強い復興を遂げている。

## 現在
現在ではその美しい町並みや、白夜・極夜を目的とした観光客が増加している。また、ヨーロッパから北極海を抜け東アジアに達する北極海航路において、ヨーロッパ側からの最後の不凍港であること、また21世紀に入り近郊のメルケヤ島にエクイノールがLNG基地を設置したことからも非常に重要な港となっており、船舶の出入港が多い。工業は魚肉・魚油加工、船舶修理などが行われ、肝などを輸出している。

## 出身の人物
- サモス - ミュージシャン。トロムソ育ち。

## ギャラリー

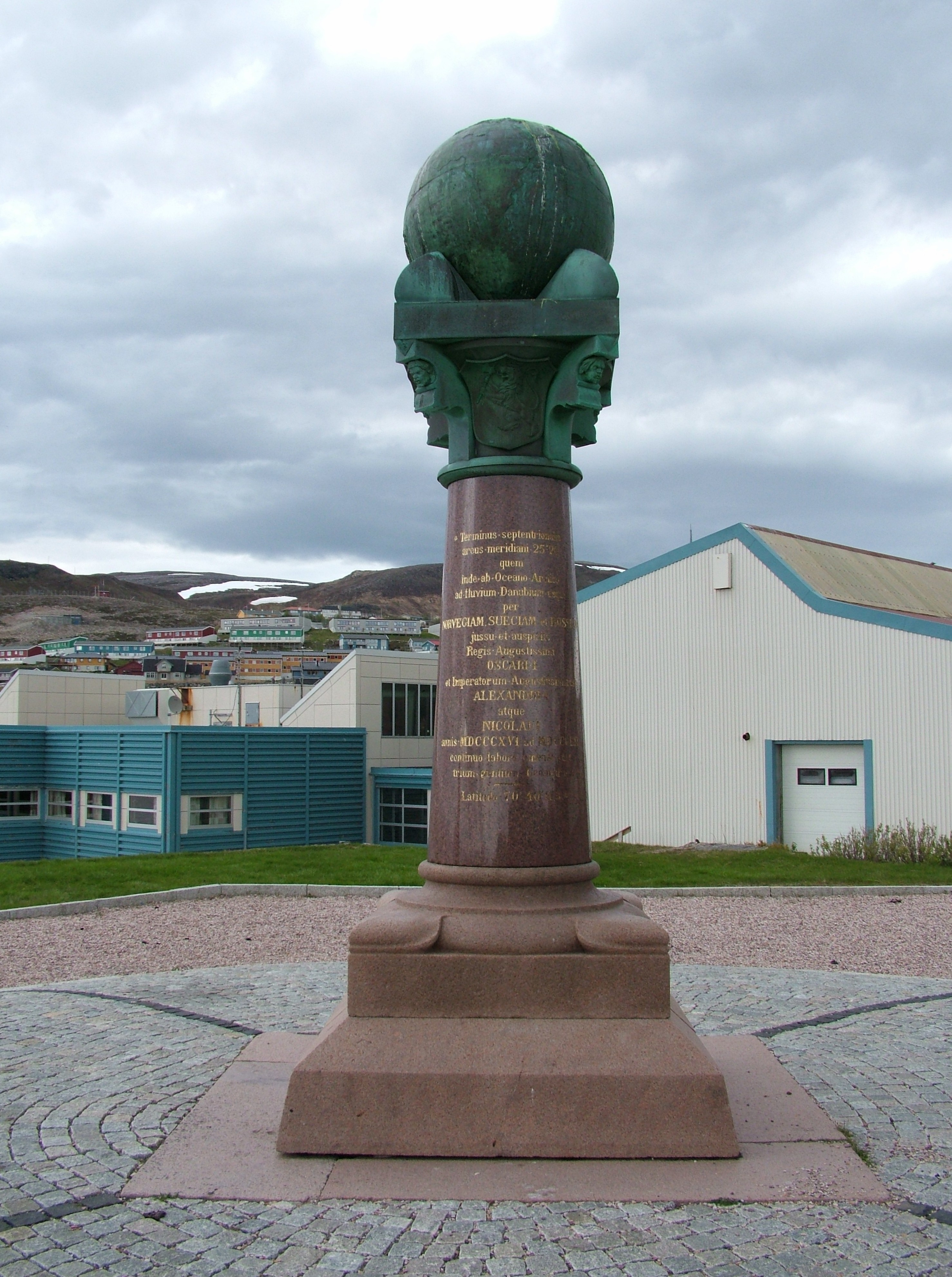
ハンメルフェストの測量点
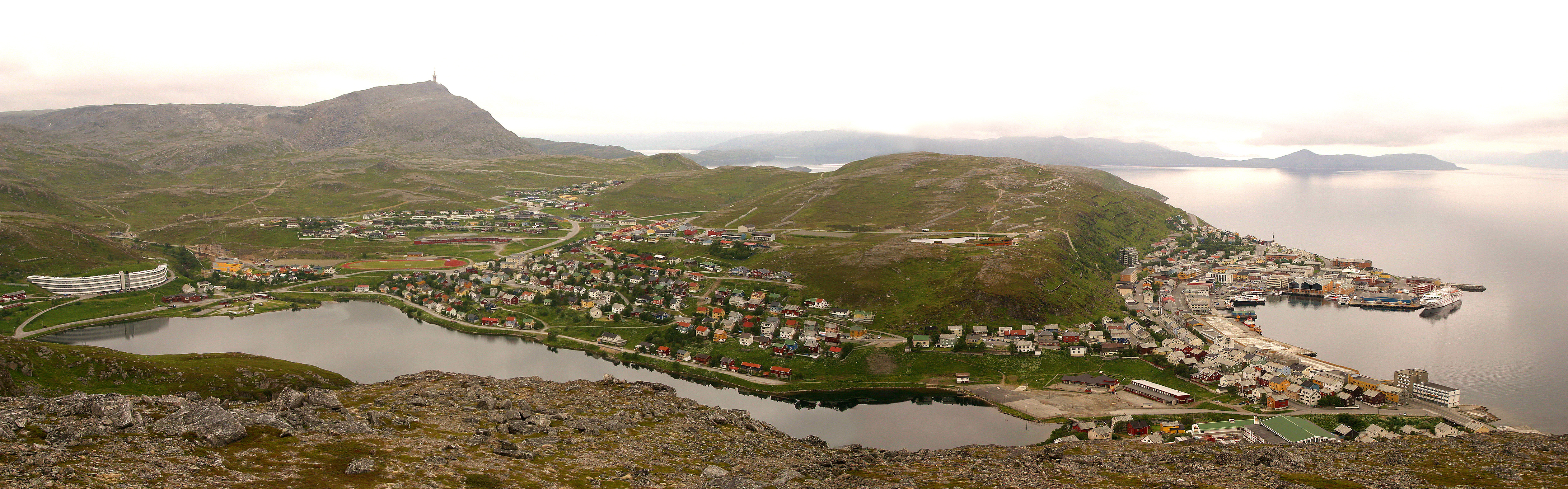
ハンメルフェスト全景

## 姉妹都市
- イカスト、デンマーク
- ピータースバーグ (アラスカ州)、アメリカ合衆国
- トルニオ、フィンランド
- トレレボリ、スウェーデン
- ウスアイア、アルゼンチン（世界最南端の都市のひとつ）
- 木浦市、韓国